# ICarly (sæson 4)
Den fjerde sæson af iCarly begyndte at sendes på Nickelodeon 30. juli 2010 og sluttede den 11. juni 2011 efter 13 episoder.

## Oversigt over handlingsforløbet
Ved et uheld stater iCarly-besætningen en fankrig på WebiCon, om hvem der skulle date: Carly og Freddie (Creddie), eller Sam og Freddie (Seddie). På trods af at de tre bekræfter, at ingen af dem dater, er krigen tilsyneladende stadig uløst. 
Men fem måneder senere, da de tre færdiggøre deres to måneders søgen efter en praktikant til iCarly, begynder Sam til Carly og Freddies forvirring og mistænksomhed, at hænge ud med Freddie og Brad, den nye praktikant, hver gang hun får muligheden for det. 
Da Freddie tester hans selfmade "MoodFace" app på Sam, bekræfter hun at hun er faktisk forelsket. Da de tror at Sam stadig hader Freddie, tror han og Carly, at Sam er forelsket i Brad. Carly prøver at bevise dette. Sam forsøger stadig at overbevise hende om, at hun ikke selv er forelsket i ham. 
Freddie finder senere Sam i skolegården og snakker med hende om at åbne og tage en risiko, når det kommer til romantiske følelser. Han indser ikke, at han rent faktisk refererer til sig selv. I midten af snakken, kysser Sam Freddie lidenskabeligt og afslører, at i virkeligheden er han den, hun er forelsket i, som en chokeret Carly ser gennem vinduet.

## Episoder
| Episode i sæson | Episode i serie | Originalt episode navn | Dansk episode navn    | Instrueret af | Skrevet af        | Handling | Dato for amerikansk TV-premiere                    | Amerikanske seere (mio.)     |
| --------------- | --------------- | ---------------------- | --------------------- | ------------- | ----------------- | --- | -------------------------------------------------- | ---------------------------- |
| 1. afsnit       | 71. afsnit      | iGot a Hot Room        | iFik et varmt rum     | Steve Hoefer  | Dan Schneider     | Spencer laver en gummibamse-lampe til Carly's kommende 16 års fødselsdag. Da lampen ved et uheld brister i flammer, forårsager det en brand i Carlys værelse. Da Spencer finder ud af, at deres oldemor's diamant-indlagte armbåndsur blev brændt i ilden, får en check på $ 82,000. Han bruger hele beløbet på at give Carly et helt nyt værelse, som omfatter en is-sandwich-kærligheds-sæde, et klædeskab med en touch-pad-tøj-vælger, et makeupbord med en indbygget hårtørrer, et sofabord med flydende keramikske både, og en trampolin, så Carly bogstaveligt talt kan hoppe i seng. Der er også en gummibamse-lysekrone lavet af brandsikre klæbrige bamser. Carly takker sine venner og specielt Spencer for at være den bedste storebror nogensinde. Spencer får en hel ny firsure af Gibby's bedstefar. Bemærk: Episoden blev nomineret til prisen: Primetime Emmy Award for Outstanding Children's Program. | 30. juli 2010                                      | 7.8                          |
| 2. afsnit       | 72. afsnit      | iSam's Mom             | iSams mor             | Adam Weissman | Jake Farrow       | Efter at have skændetes konstant med sin mor, flytter Sam ind hos Carly. Da Sam's vaner og rodet levevilkår blive et problem, inviterer Carly Pam, Sams mor, hen til lejligheden, så hende og hendes datter kan løse deres problemer. Sam og Pam begynder at gå til terapi og er låst inde i et lille værelse, som kaldes en terapi kasse, hvor de ikke slipper fri fra, medmindre de bliver gode venner og løser deres problemer. Teapureten tror at Carly kan snakke fornuft til dem og låser Carly ind i rummet med Sam og Pam. Freddie bliver i fare efter en kriminel får hans adresse og identifikation. Så han og fru Benson gemmer sig i Carly og Spencers lejlighed, sammen med en bodyguard, der var i hæren. Dette irriterer Spencer op til det punkt, hvor han skifter tallene på Freddies dør med dem på døren nede ad gangen, som med held fungerer, da den kriminelle kommer for at søge hævn. | 11. september 2010                                 | 5.9                          |
| 3. afsnit       | 73. afsnit      | iGet Pranky            | iLaver drengestreger  | Adam Weissman | Arthur Gradstein  | Efter Carly rekrutter Spencer til at hjælpe hende med at drille Sam og Freddie, kan Spencer ikke stoppe med at lave drengestreger. Det værste er at han ikke lære sin lektie fra en traumatisk drilleoplevelse (som omfattede at putte hvidløgspulver på børns ansigter), da han gik i high school, der fandt sted 14 år tidligere. I sidste ende får Carly børnene fra Spencers gymnasietid til at komme til deres lejlighed. Carly går ovenpå for at få hendes videokamera, men da hun kommer ned, er de nu voksne børn begyndt at slå på Spencer, og episoden slutter. | 25. september 2010                                 | 5.2                          |
| 4. afsnit       | 74. afsnit      | iSell Penny Tees       | i Sælg penny-t-shirts | Russ Reinsel  | Matt Fleckenstein | Carly, Sam og Freddies penny T-Shirts er et hit, så de beslutter at gå ind i erhvervslivet for at lave dem, så Sam beslutter sig for at ansætte fjerde klasse fra en bibelskole at lave Penny Tees. Sam og Freddie har forskellige ideer til, hvordan man behandler børn. Spencer går ud med en pige fra Usbekistan. Spencer forstår ikke, hvad hun siger, da hun ikke taler et ord engelsk. | 2. oktober 2010                                    | 4.0                          |
| 5. afsnit       | 75. afsnit      | iDo                    | iGør                  | Steve Hoefer  | Jake Farrow       | Et par ønsker desperat at blive gift, men tingene ændre sig, da bruden beslutter, at hun ønsker at gifte sig med Spencer i stedet. Carly spøger desperat gommen om, at synge sangen, for at forsøge at gifte sig med bruden, men han tisser i hans bukser og føler sig for flov. Så Carly synger den sang, som brudgommen skrev til bruden. | 11. oktober 2010                                   | 6.7                          |
| 6-7. afsnit     | 76-77. afsnit   | iStart a Fan War       | iStarter en fan-krig  | Steve Hoefer  | Dan Schneider     | iCarly-holdet kommer ved et uheld til at, starte en fan krig takket være Sam. Fansene er opdelt, som de synes skal ende op sammen: Carly og Freddie (Creddie) eller Sam og Freddie (Seddie). Spencer står i en kamp-til-kamp med sin online-gaming nemesis, Asparatamay | 19. november 2010                                  | 5.0                          |
| 8. afsnit       | 78. afsnit      | iHire an Idiot         | iHyre en idiot        | Clayton Boen  | Arthur Gradstein  | Udmattet af arbejdet med at lave iCarly, vil de hyre en ny praktikant. Sam og Carly finder en fyr ven navn Cort særdeles attraktive og ansætte ham på stedet, trods det faktum, at han selvfølgelig er meget inkompetent og uintelligent. Cort begynder straks at forårsage problemer på iCarly, og Freddie insisterer på, at han skal fyres. Carly og Sam nægter, så Freddie beslutter at ansætte en yderst attraktiv, men dum pige ved navn Ashley som praktikant. Cort og Ashley laver alt for meget besvær med deres dumhed, så Freddie tilbyder at fyre Ashley hvis pigerne er enige om at fyrer Cort. Sam og Carly er enige, og begge praktikanter bliver fyret. Da hun forlader showet finder man ud af, at Ashley faktisk er intelligent, og at hun foregav at være dum for at lave en sociologi-opgave. I slutningen af episoden Freddie fortæller Carly og Sam, at Ashley arbejder på Pear Store , som er en parodi på Apple Store . | 12. februar 2011                                   | 4.9                          |
| 9. afsnit       | 79. afsnit      | iPity the Nevel        | iSkam på Nevel        | Russ Reinsel  | Matt Fleckenstein | En video af Nevel der råber af en lille pige bliver sendt på internettet og ruiner hans image, så han beder iCarly-banden om at hjælpe ham til at genoprette sit omdømme. iCarly-holdet hjælper Nevel ved at poste en video af ham, hvor han køber smoothies for kunder på Groovy Smoothie, men forsøget mislykkes. Nevel derefter vælger at sige oprigtigt undskylde til den lille pige, han råbte af. Det lykkes ham, at få offentlighedens sympati og Nevel er ikke længere hadet. Lige indtil han bliver fanget på en video, hvor han mister sit temperament over for en mand i en kørestol, der stødte ind i ham. | 19. marts 2011                                     | 4.6                          |
| 10. afsnit      | 80. afsnit      | iOMG                   | iOMG                  | Adam Weissman | Dan Schneider     | På Ridgeway High School arbejder alle på at færdiggøre deres projekter. I begyndelsen af episoden bliver Brad ansat som praktikant på iCarly. Til alles overraskelse, vælger Sam frivillige at arbejde med dem på deres projekt, og de accepterer hendes hjælp. I det følgende scene finder vi ud af, at Sam ukarakteristisk har valgt at hænge ofte ud med Freddie og Brad. Spencer indvilliger i at hjælpe Carly og Gibby med deres projekt, som omfatter udførelse af psykologiske eksperimenter, ved at være deres forsøgsperson. Freddie er mistænksom over for Sam, grundet hendes rare adfærd over for ham og Brad. Da han tester sin Mood Face-app på Sam, som resultater i, at hun siger at hun er forelsket og Freddie antager umiddelbart, at Brad er genstand for Sams kærlighed. Han løber hen for at fortælle Carly nyhederne, som medfører at Carly konfrontere Sam om, at hun elske Brad. Sam nægter at have følelser for Brad, men Carly mener ikke at dette er sandt. Carly beslutter at sætte Sam og Brad op med hinanden (med Freddies hjælp) ved at lade dem være alene i et klasseværelse. Bagefter konfronterer Sam vredt Carly om hendes matchmaking forsøg, og insisterer på, at hun ikke elsker Brad. Carly er stadig ikke overbevist, primært på grund af Sams nylige iver for at tilbringe tid sammen med Freddie og Brad. Sam forlader stedet og går for, at sidde alene uden for skolen. Freddie går ud til hende for, at tale om hvad der er sket. Sam benægter igen at være forelsket i Brad, og bliver frustreret, da hun er nødt til at indrømme over for sig, at Freddie ikke engang kan forestille sig, at hun er forelsket i ham og han tror, at hun hader ham på grund af alle de ting, hun selv havde gjort mod ham i de seneste år, og fortæller Freddie om at forlade hende. Men han beslutter sig for at blive og giver hende råd om at tage en risiko med kærlighed. Halvvejs gennem Freddies rådgivning, kysser Sam Freddie. Episoden ender med at en chokeret Carly ser scenen inde fra skolen gennem et vindue. | 9. april 2011                                      | 7.4                          |
| 11-13. afsnit   | 81-83. afsnit   | iParty with Victorious | iFest med Victorious  | Steve Hoefer  | Dan Schneider     | Carly er i et helt nyt forhold med en dreng ved navn Steven. Sam går online for at se på TheSlap.com og ser Steven med en anden pige ved navn Tori Vega og forsøger at informere Carly, at Steven er utro mod hende, men Carly nægter at tro hende, medmindre hun har beviser, da hun at enhver er uskyldig, indtil det modsatte er bevist. Gruppen, herunder Gibby beslutter at køre ned til Los Angeles og crashe en fest i Kenan Thompsons hus for at finde ud af, om Steven virkelig er utro. Men før de ankommer til festen, forklæder de sig i tilfælde af at nogen genkeder dem til festen (hvilket ville medføre store forstyrrelser). De stopper ved Moni's hus, der var Spencers kæreste. Hun er en berømthed makeupartist. Moni, som stadig er vred på Spencer for at have bakket en bil over hende, forvandler dem til forskellige udseende mennesker. Carly fanger Steven med Tori, og hun ser ham give Tori nøjagtig den samme slags armbånd, han gav hende og fortælle hende at: "Det er en en særlig slags, ligesom du", som han også havde sagt til Carly i begyndelsen af episoden. Tori fortæller Steven, at hun elsker ham og Steven siger: "Jeg elsker også dig". Carly er ødelagt, men hun fortæller Tori om Stevens utroskab. Carly, Tori, Sam, Freddie, og Kenan brygger en plan sammen om at udstille Stevens dårlige natur. | 11. juni 2011 (original) 17. august 2011 (udvidet) | 7.3 (original) 3.7 (udvidet) |

## Medvirkende
| Skuepsiller      | Rolle          |
| ---------------- | -------------- |
| Miranda Cosgrove | Carly Shay     |
| Jerry Trainor    | Spencer Shay   |
| Jennette McCurdy | Sam Puckett    |
| Nathan Kress     | Freddie Benson |
| Noah Munck       | Gibby          |

### Andre medvirkende
| Skuepsiller          | Rolle              | Bemærkninger                 |
| -------------------- | ------------------ | ---------------------------- |
| Jack Carter          | Gilbert Gibsson    | Gibby's bedstefar            |
| Boog!e               | T-Bo               |                              |
| David Dean Bottrell  | Bob                |                              |
| Jane Lynch           | Pam Puckett        | Sam's mor                    |
| Mary Scheer          | Mrs Benson         | Freddie's mor                |
| Kyle T. Heffner      | Dr. Parper         |                              |
| Anthony Vitale       | Gunsmoke           |                              |
| Aaron Aguilera       | Shadow Hammer      |                              |
| Irina Voronina       | Krustacia          |                              |
| Matthew Glen Johnson | Reggie             |                              |
| Jack Black           | Aspartamay         |                              |
| Alec Medlock         | Craig              |                              |
| Scott Halberstadt    | Eric               |                              |
| Jake Farrow          | Gavin              | En figur fra Drake & Josh    |
| Abby Wilde           | Stacey             | Figur fra Zoey 101           |
| Ethan Munck          | Guppy              | Gibby's lillebror            |
| Max Ehrich           | Adam               |                              |
| David Boat           | Nolan              |                              |
| Daniel Booko         | Cort               |                              |
| Teresa Castillo      | Ashley             |                              |
| Justin Prentice      | Brad               |                              |
| Malcolm Devine       | Roy                |                              |
| Greg Mullavey        | Bedstefar Shay     | Spencer og Carly's bedstefar |
| Reed Alexander       | Nevel Papperman    |                              |
| Tim Russ             | Principal Franklin | Stemme i afsnit 10           |
| Kenan Thompson       | Ham selv           |                              |
| Victoria Justice     | Tori Vega          | Figur fra Victorious         |
| Leon Thomas III      | Andre Harris       | Figur fra Victorious         |
| Matt Bennett         | Robbie Shapiro     | Figur fra Victorious         |
| Elizabeth Gillies    | Jade West          | Figur fra Victorious         |
| Ariana Grande        | Cat Valentine      | Figur fra Victorious         |
| Avan Jogia           | Beck Oliver        | Figur fra Victorious         |
| Daniella Monet       | Trina Vega         | Figur fra Victorious         |